# هانك آرون
هانك ألفونسوس أوجن آرون (بالهولندية: Henck Alphonsus Eugène Arron)‏ مواليد (25 أفريل 1936 بباراماريبو، 4 ديسمبر 2000) كان وزير أول لسورينام من 24 ديسمبر 1973 حتى 25 فبراير 1980، عندما أطيح به في انقلاب عسكري لديزي بوترس. أثناء حكمه حصلت سورينام على الاٍستقلال من هولندا بتاريخ 25 نوفمبر 1975.
فيما بعد شغل منصب نائب الرئيس من 26 جانفي 1988 حتى 24 ديسمبر 1990، أطيح مرة أخرى بحكومته في اٍنقلاب لايفان غرانوغست.

## روابط خارجية
- هانك آرون على موقع الموسوعة البريطانية (الإنجليزية)
- هانك آرون على موقع مونزينجر (الألمانية)